# Nationaal Bevrijdingsfront (Burundi)
Het Nationaal Bevrijdingsfront (Frans: Front de Libération Nationale, FROLINA) is een Hutu-rebellenbeweging in Burundi die soms taken op zich nam van een politieke partij.
Het front werd gezien als een kleinere beweging in de Burgeroorlog van Burundi (1993-2005). In 2000 kwam FROLINA een wapenstilstand overeen met de overheid van Burundi.